# Éditions du Scorpion
Les Éditions du Scorpion sont une maison d'édition française créée par Jean d'Halluin en 1946. Elles sont surtout connues pour avoir publié les premiers romans de Vernon Sullivan alias Boris Vian.

## Histoire

### Première époque
En 1946, Jean d'Halluin crée les Éditions du Scorpion en hommage à sa femme Colette, née sous le signe astrologique du Scorpion. Les trois premiers titres publiés sont : un livre pour enfants, Rongetout-Trapue et Trotinette-Moustachue d’Alexis Remizov avec des illustrations de Jean Cagnard, et deux rééditions, Ferragus d'Honoré de Balzac et Miss Henriette Stralson du Marquis de Sade paru dans la collection « Cruauté ». Eschec par le fol de Claude Christians, livre annoncé en novembre 1946, n'a sûrement jamais été édité.

### Deuxième époque: l'ère Vian/Sullivan (1946-1951)
La véritable aventure du Scorpion commence avec la publication du quatrième titre : J'irai cracher sur vos tombes. Au début de l'été 1946, Boris fait la connaissance d'un jeune éditeur, Jean d'Halluin, un assidu du Flore qui vient de créer Les éditions du Scorpion. Jean demande à Boris de lui faire un livre dans le genre de Tropique du Cancer de Henry Miller qui plaît beaucoup. En quinze jours, du 5 au 23 août, Vian s'amuse à plagier la manière des romans noirs américains, avec des scènes érotiques dont il dit qu'elles « préparent le monde de demain et frayent la voie à la vraie révolution. »
Alain Vian, frère de Boris, raconte la première rencontre entre Jean d'Halluin et Vian : « Un jour de juillet, par l’intermédiaire du contrebassiste de l’orchestre Abadie, Georges d’Halluin dit Zozo, Boris fait la connaissance de Jean d’Halluin, un jeune éditeur d’une vingtaine d’années qui tente de lancer sa maison : Les éditions du Scorpion, alors sises rue Clément. » Alain Vian restitue à sa manière le dialogue entre Jean d’Halluin et Boris Vian : « Écoute, Boris… Est-ce que tu pourrais me faire un bouquin qui plaise autant que Tropique du cancer de Henry Miller ? et voici la réponse : “Bon, ben tu me laisses quinze jours et je te ponds un truc”. » Le « truc » sera J’irai cracher sur vos tombes dont le titre initial était J’irai danser sur vos tombes, écrit entre le 5 et le 20 août 1946. L’idée de remplacer « danser » par « cracher » vient de Michelle Léglise, la première femme de Vian. Le sujet du roman a été fourni à Boris par une enquête parue dans l'hebdomadaire américain Collier's où Herbert Asbury explique qu'environ deux millions de Noirs américains auraient franchi la color line, ce qui leur permettrait d'obtenir le statut de blanc par décret administratif, affirmant qu'en 1946, cinq à huit millions de blancs ont du sang noir.

La grande époque du Scorpion avec le logo du scorpion rouge en quatrième de couverture ou, exceptionnellement, du Scorpion astrologique bleu pour le livre couleur blanc cassé de Raymond Guérin est lancée. Dans son Manuel de Saint-Germain des Prés, Vian nous renseigne sur le couple des éditeurs : 

« Jean d’Halluin : Directeur des Éditions du Scorpion […] Il possède de vrais scorpions vivants qui lui ont été ramenés d’Égypte par Gabriel Pomerand. Il est très jeune (26 ans), pas radin pour un éditeur, fidèle à Jean Cluseau-Lanauve qui lui dessine des couvertures rouges et noires depuis quatre ans. Colette d’Halluin, la Scorpionne, est une personne dont, au physique comme au moral, on ne peut penser que des choses flatteuses… »

Voici ce que nous apprenons sur Jean d’Halluin lors du procès de J’irai cracher sur vos tombes de la bouche d’André Berry : 

« Je savais par Raymond Guérin, qui me l’avait présenté, que M. d’Halluin avait derrière lui une carrière parfaitement honorable, M. d’Halluin est âgé de 23 ans maintenant [...] Il était issu d’une génération d’imprimeurs, avait un père journaliste [...] Après avoir fait ses études dans un collège religieux de Rennes, et au Lycée de Lyon, il avait passé son bachot, et, seules, les atteintes de la phtisie l’avaient empêché de poursuivre ses études. »

Plus intéressant est ce commentaire d’André Berry concernant les débuts de d’Halluin dans l’édition : « … car je crois qu’il avait commencé purement et simplement par éditer des livres d’enfants, et des plus enfantins qui soient. »
Raymond Queneau définit parfaitement les premières années des éditions du Scorpion : 

«  … d’Halluin qui est un jeune éditeur, un des rares jeunes éditeurs actuels qui poursuivent leur œuvre en publiant des auteurs qui, je dois dire, sont, le plus souvent, les mêmes que ceux que nous publions aux éditions de la Nouvelle Revue française/Gallimard. »

#### L'esprit de la deuxième époque

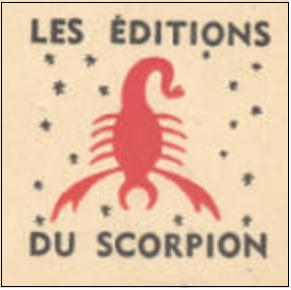
L'une des marques de la maison.

Les livres sont majoritairement rouges et noirs, avec des explosions de titres aux polices variées, à quelques exceptions près signalées en commentaires dans la liste. Ils s’ornent d’un joli scorpion rouge stylisé en quatrième de couverture. Le catalogue comporte de très grandes signatures, souvent sous pseudonymes. C’est l’âge d’or des éditions de Jean d’Halluin.
Un des grands pièges des catalogues du Scorpion est la mention de livres qui n’existent pas et n’ont jamais existé, de livres qui n’existent pas en Scorpion mais ont peut-être connu une publication ultérieure sous un autre titre ou ont été finalement édités chez d’autres éditeurs.
On notera que cette époque dorée où les bons auteurs sont légion (Vian, Queneau, Guérin, Hyvernaud, Malet et dans une moindre mesure, Narcejac, Chase, Maurice Raphaël, Audouard et Padgett) correspond à la période des sept publications de Boris Vian et à l’annonce de la huitième qui ne viendra jamais. Le départ de Vian marque la fin de ces années fastes. Évidemment, les poursuites judiciaires concernant les deux premiers Sullivan ont laissé des séquelles dans le couple auteur/éditeur formé par Vian/d’Halluin.

Boris Vian brosse un portrait de Jean d'Halluin dans le Manuel de Saint-Germain-des-Prés : 

« Directeur des éditions du Scorpion, devenu, depuis qu'il est installé rue Lobineau, un assidu du café Flore. Remporte tous les ans pour ses productions le prix du Tabou, prix décerné d'avance comme les autres mais qui présente cette particularité d'être le seul à l'avouer sans la moindre gêne. C'est ainsi que furent couronnés On est toujours trop bon avec les femmes de Sally Mara, Marie Octobre de Jacques Robert, et  De deux choses l'une de Maurice Raphaël. Le prix du Tabou est le seul prix honnête de l'année (...). »

### Troisième époque (1951-1966)
Les couvertures rouges et noires ainsi que le scorpion rouge au dos de quatrième disparaissent. Les formats sont aléatoires, Les illustrateurs comme Brenot plus réalistes.
Les auteurs sont de notoriété très inégale. Le catalogue perd en renommée malgré quelques jolis coups éditoriaux (Paul Malar, Maurice Dekobra, Anne Mariel, Marise Querlin, Yves de Mellis) ou littéraires (James Cain, Georges Arnaud). Jean d’Halluin n’a plus de ligne éditoriale apparente : des mémoires de guerre côtoient des livres coquins (Christian Coffinet), des romans d’aventures et des études géographiques. On trouve même des biographies de grands musiciens et de la science-fiction française (Louis Thirion, Jacques Sadoul, Dominique Rocher).
Des ouvrages à compte d’auteur difficilement identifiables parasitent le catalogue dès 1956. Ils ne seront reconnaissables qu’à partir de 1967.

### Quatrième époque (1967-1969)
Pour gagner de l’argent, le frère de Jean d’Halluin décide de faire officiellement du compte d’auteur en parallèle avec du compte d’éditeur. Les éditions du Scorpion deviennent donc parfois : Éditions du Scorpion, Promotion et édition.
Un procès dont les frères d'Halluin sont absents met officiellement fin aux éditions du Scorpion en 1969.
Criblé de dettes, Jean d’Halluin meurt en janvier 1980, à cinquante-sept ans.